# Har Amasa
Har Amasa (hebrejsky הַר עֲמָשָׂא‎, doslova „Hora Amasa“, v oficiálním přepisu do angličtiny Har Amasa) je vesnice typu společná osada (jišuv kehilati) v Izraeli, v Jižním distriktu, v Oblastní radě Tamar.

## Geografie
Leží na svazích hory Amasa v nadmořské výšce 838 metrů na pomezí severní části pouště Negev a jižního okraje Judských hor respektive jejich části, která je nazývána Hebronské hory (Har Chevron). Východně od obce začíná aridní oblast, která pak postupně klesá do Jordánského údolí, respektive do sníženiny Mrtvého moře. Západně od vesnice začíná rozsáhlý lesní komplex Jatir. Krajina má zvlněný reliéf, kterým prostupují četná vádí.
Obec se nachází 63 kilometrů od břehu Středozemního moře, cca 87 kilometrů jihovýchodně od centra Tel Avivu, cca 50 kilometrů jihojihozápadně od historického jádra Jeruzalému a 30 kilometrů severovýchodně od města Beerševa. Har Amasa obývají Židé, přičemž osídlení v tomto regionu je etnicky převážně židovské.
Jižně od vesnice ale začíná region s četnými shluky sídel arabských beduínů. Navíc leží osada jen 1 kilometr od Zelené linie oddělující Izrael v jeho mezinárodně uznávaných hranicích od Západního břehu Jordánu s převážně arabskou (palestinskou) populací. Počátkem 21. století byla vesnice pomocí projektu Izraelské bezpečnostní bariéry fyzicky oddělena od palestinských oblastí na Západním břehu Jordánu. Dle stavu z roku 2008 již byl přilehlý úsek bariéry zčásti zbudován. Probíhá víceméně podél Zelené linie.
Har Amasa je na dopravní síť napojen pomocí místní komunikace, která severně od vesnice ústí do dálnice číslo 80.

## Dějiny
Har Amasa byl založen v roce 1983. Podle jiného zdroje vznikl až roku 1984. Zpočátku šlo o vesnici typu kibuc. Počátkem 21. století byla proměněna na společnou osadu.

Místní ekonomika je založena na zemědělství (organické zemědělství - sadovnictví, polní plodiny) a službách. Rozvíjí se turistický ruch. V obci funguje synagoga, zdravotní středisko a sportovní areály.

## Demografie
Obyvatelstvo osady je smíšené, tedy sekulární i nábožensky orientované. Přesné údaje o počtu obyvatel nebyly dlouho k dispozici. Oficiální vládní statistické výkazy evidovaly Har Amasa jako pouhé „místo“ (makom) nikoliv obec. Podle údajů z roku 2014 tvořili naprostou většinu obyvatel v Har Amasa Židé (včetně statistické kategorie "ostatní", která zahrnuje nearabské obyvatele židovského původu ale bez formální příslušnosti k židovskému náboženství).
Jde o menší sídlo. K 31. prosinci 2014 zde žilo 120 lidí.